# Port lotniczy Molepolole
Port lotniczy Molepolole – lotnisko położony w mieście Molepolole, w Botswanie.